# Гэртон Эрншо
Гэ́ртон Эрншо́ (в некоторых переводах Хэртон, англ. Hareton Earnshaw) — вымышленный персонаж и второстепенный герой романа Эмили Бронте «Грозовой перевал» (в некоторых экранизациях отсутствует). Сын Хиндли Эрншо и его супруги Фрэнсис. В конце романа собирается жениться на Кэтрин Линтон, в которую влюблён.

## Внешность
Гэртон — широкоплечий, сильный молодой человек, с тёмными волосами и смуглой кожей. Изабелла Линтон говорит о нём: «Озорной мальчишка крепкого сложения… глаза его и складка рта напомнили мне Кэтрин» (здесь и далее перевод Н. Д. Вольпин), и действительно, и в нём и в его сестре Кэти отобразились «тёмные глаза Эрншо». Он как будто чем-то похож на Хитклиффа, их связывают странные и отчасти близкие отношения, несмотря на то, что Хитклифф полностью разрушил его жизнь. Хитклифф также видит возлюбленную Кэтрин в нём, что делает Гэртона источником его боли. Любовь Гэртона к Кэти Линтон может частично объяснить, почему Хитклифф в предсмертные дни забывает о мести.

## Персонаж
Фрэнсис умирает вскоре после рождения сына в июне 1778 г., что превращает Хиндли в беспробудного пьяницу, и все заботы о Гэртоне ложатся на плечи экономки Нелли Дин, главного рассказчика истории. Когда Нелли переселяется вместе со своей хозяйкой Кэтрин Эрншо на Мызу Скворцов к Эдгару Линтону, Хитклифф ищет способ отомстить Хиндли и немного погодя прибирает к рукам Грозовой перевал. Хиндли умирает вскоре после сестры, а так как теперь Хитклифф — полноправный хозяин имения, то и Гэртон переходит в его «владение». Хитклифф решает относиться к Гэртону так же безжалостно и несправедливо, как Хиндли относился к нему самому, и низводит Гэртона до положения прислуги в собственном доме. Однако Хитклифф всё же демонстрирует спонтанные отеческие инстинкты к Гэртону, ловя мальчика, когда тот выпадает из рук Хиндли, стоящего высоко на лестнице.
Хитклифф подоспел снизу как раз вовремя; следуя естественному порыву, он подхватил ребёнка на лету и, поставив его на ноги, глянул вверх, ища виновника происшествия.Цитата из романа «Грозовой перевал» Эмили Бронте
Благодаря Хитклиффу мальчик растёт во мрачной, жестокой среде, становясь невежественным, грязным и безграмотным юношей, не умеющим даже писать или читать. Однако, кажется, Гэртон считает Хитклиффа своим родным отцом и нежно его любит. У Хитклиффа тоже проскальзывает скрытая забота в отношении Гэртона, но он прячет её, считая, будто Гэртон должен чувствовал ту же боль, что и сам Хитклифф в этом возрасте; это потаённое чувство Хитклиффа к Гэртону, по мнению сестры автора Шарлотты Бронте, представляет собой его единственную светлую черту. Гэртону нравится Кэти, но она с отвращением отталкивает юношу от себя, настойчиво утверждая, что он глупое и невоспитанное животное. Это продолжается и после того, как муж Кэти Линтон Хитклифф умирает и девушка привыкает к мрачной атмосфере Грозового перевала. Она становится столь же грубой и холодной, как его обитатели, и всякий раз, когда Гэртон выражает нежные чувства к ней, с презрением отвергает его.
Отношения Кэти и Гэртона меняются, когда в конечном счёте девушка решает помочь ему с самообразованием, уча его читать и разговаривать должным образом. Сначала Гэртон беспокоится и не доверяет ей, подозревая тайный умысел, но очень скоро оба влюбляются друг в друга. Хитклифф с безразличием позволяет врагам рушить свои планы мести, потому что видит в Гэртоне себя и против воли чувствует к нему отцовские чувства. Сам Гэртон глубоко опечален смертью Хитклиффа, ведь он считает Хитклиффа родным отцом. Нелли иронически замечает, что Гэртон единственный, кто действительно проливал слёзы и страдал по Хитклиффу:
Бедный Гэртон, больше всех обиженный, был единственным, кто в самом деле тяжко горевал. Он всю ночь сидел подле покойника и лил жаркие слезы. Он сжимал его руку и целовал дикое осклабленное лицо, на которое все другие избегали смотреть; и скорбел об усопшем той истинной скорбью, которая естественно возникает в благородном сердце, даже когда оно твердо, как закаленная сталь!Цитата из романа «Грозовой перевал» Эмили Бронте
В конце романа, после смерти жестокого Хитклиффа, Кэти и Гэртон планируют пожениться и переехать на Мызу Скворцов.